# Forăști
Forăști est une commune roumaine située dans le județ de Suceava.